# Список глав государств в 191 году
Список глав государств в 190 году — 191 год — Список глав государств в 192 году — Список глав государств по годам

## Африка
- Мероитское царство (Куш) — Аманикхарекерем, царь (190 — 194)

## Азия
- Армения Великая — Вагарш II, царь (186 — 198)
- Западные Кшатрапы:
  - Исварадатта, махакшатрап (188 — 191)
  - Рудрасимха I, махакшатрап (175 — 188, 191 — 197)
- Иберия — Рев I, царь (189 — 216)
- Китай (Династия Восточная Хань):
  - Сянь-ди (Лю Се), император (189 — 220)
  - Дун Чжо, регент (189 — 192)
- Корея (Период Трех государств):
  - Когурё — Когукчхон, тхэван (179 — 197)
  - Пэкче — Чхого, король (166 — 214)
  - Силла — Порхю, исагым (184 — 196)
- Кушанское царство — Васудэва I, великий император (191 — 226)
- Осроена — Абгар IX Великий, царь (177 — 212)
- Паган — Пьюсоти, король[англ.] (167 — 242)
- Парфия:
  - Вологез III, шах (147 — 191)
  - Вологез IV, шах (191 — 208)
- Сатавахана — Шри Яджня Сатакарни, махараджа (178 — 207)
- Хунну — Юйфуло, шаньюй (188 — 195)
- Чера — Тагадур Эринда Перумшерал, царь (185 — 201)
- Япония:
  - Сэйму, тэнно (император) (131 — 191)
  - Тюай, тэнно (император) (191 — 200)

## Европа
- Боспорское царство — Савромат II, царь (174 — 210)
- Ирландия — Арт Оэнфер, верховный король (165 — 195)
- Римская империя:
  - Коммод, римский император (177 — 192)
  - Попилий Педон Апрониан, консул (191)
  - Марк Валерий Брадуа Маврик, консул (191)

## Галерея

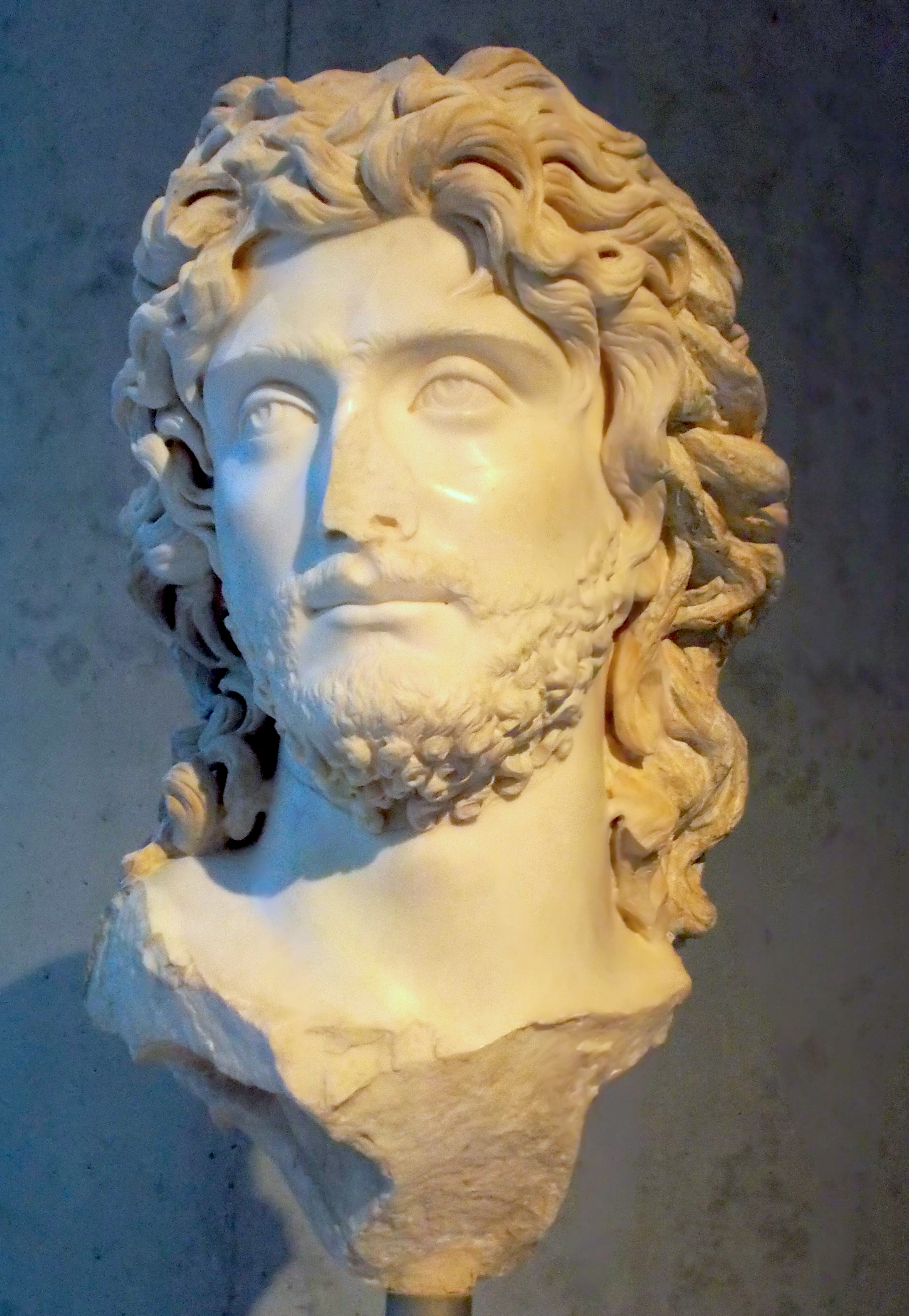
Савромат II 174—210 Царь Боспорского царства
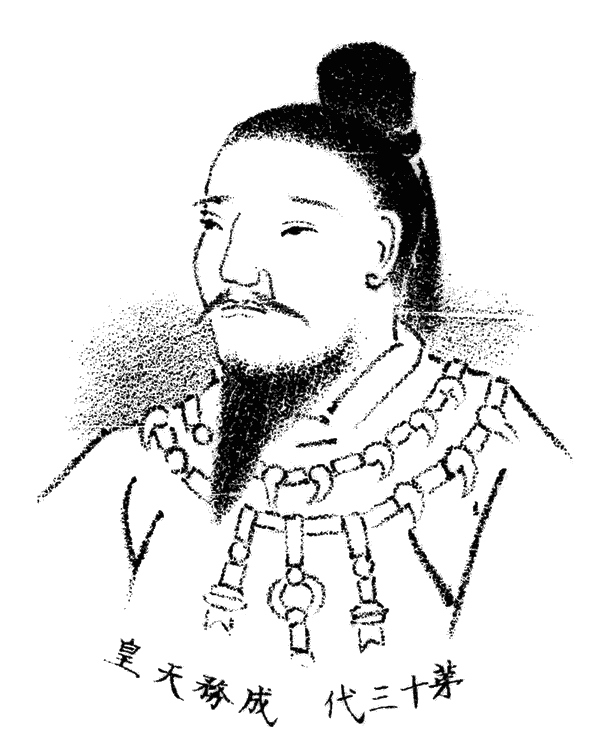
Сэйму 131—191 Император Японии
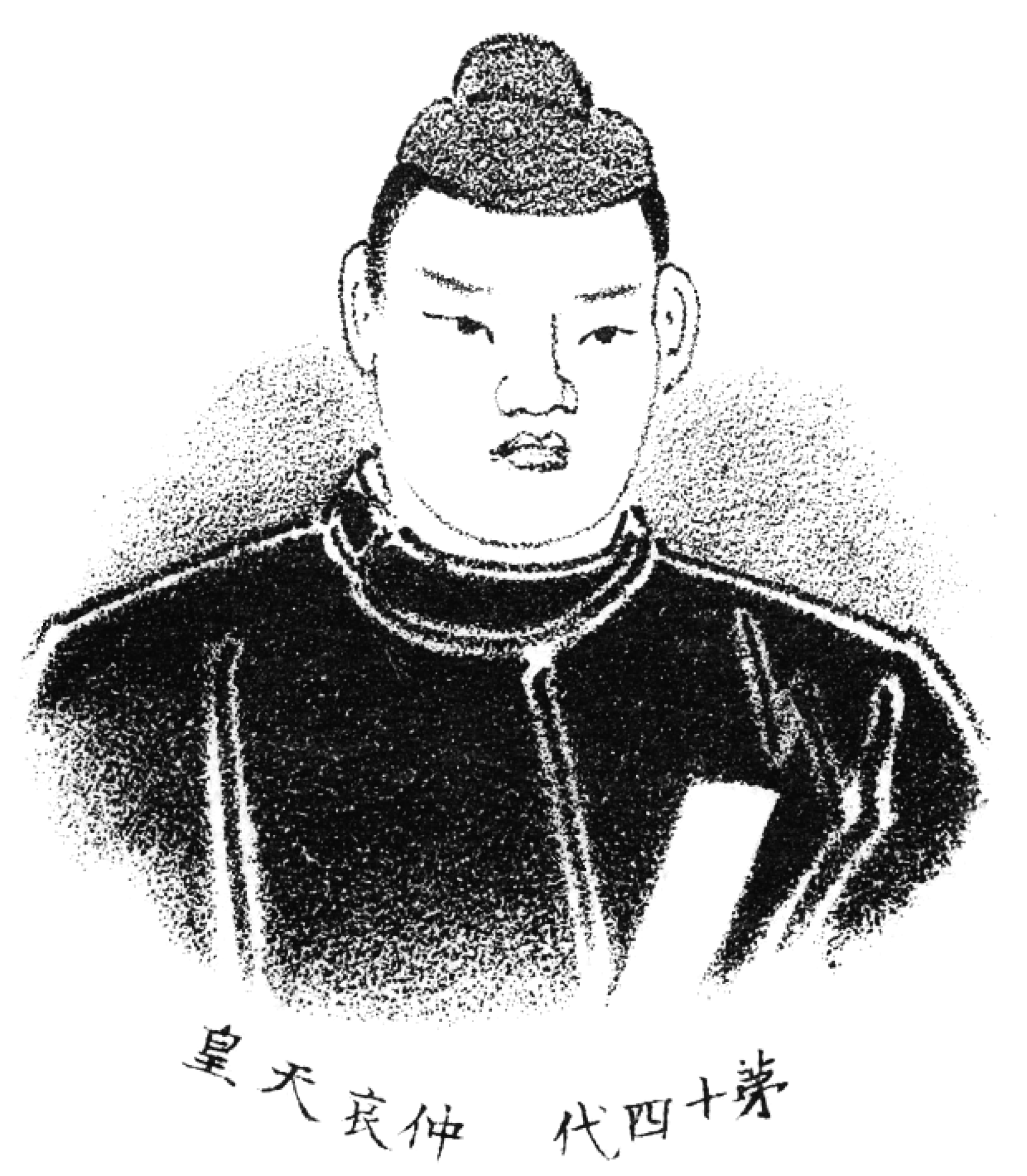
Тюай 191—200 Император Японии